# South Euclid
South Euclid és una ciutat dels Estats Units a l'estat d'Ohio. Segons el cens del 2000 tenia 23.537 habitants.

## Demografia
Segons el cens del 2000, South Euclid tenia 23.537 habitants, 9.542 habitatges, i 6.421 famílies. La densitat de població era de 1.937,7 habitants/km².
Dels 9.542 habitatges en un 32,2% hi vivien nens de menys de 18 anys, en un 50,9% hi vivien parelles casades, en un 13,6% dones solteres, i en un 32,7% no eren unitats familiars. En el 28,1% dels habitatges hi vivien persones soles l'11% de les quals corresponia a persones de 65 anys o més que vivien soles. El nombre mitjà de persones vivint en cada habitatge era de 2,45 i el nombre mitjà de persones que vivien en cada família era de 3,03.
Per edats la població es repartia de la següent manera: un 25% tenia menys de 18 anys, un 6,6% entre 18 i 24, un 30,7% entre 25 i 44, un 22,3% de 45 a 60 i un 15,3% 65 anys o més.
L'edat mediana era de 38 anys. Per cada 100 dones de 18 o més anys hi havia 80,2 homes.
La renda mediana per habitatge era de 48.346 $ i la renda mediana per família de 58.958 $. Els homes tenien una renda mediana de 41.125 $ mentre que les dones 31.693 $. La renda per capita de la població era de 22.383 $. Aproximadament el 2,8% de les famílies i el 4,5% de la població estaven per davall del llindar de pobresa.

## Poblacions properes
El següent diagrama mostra les poblacions més properes.